# Таловское сельское поселение (Бурятия)
Се́льское поселе́ние «Та́ловское» (бур. Таловкын hомон) — муниципальное образование в Прибайкальском районе Бурятии Российской Федерации.
Административный центр — посёлок железнодорожной станции Таловка.

## История
Статус и границы сельского поселения установлены Законом Республики Бурятия от 31 декабря 2004 года № 985-III «Об установлении границ, образовании и наделении статусом муниципальных образований в Республике Бурятия»

## Население
| 2002  | 2011  | 2012  | 2013  | 2014  | 2015  | 2016  |
| ----- | ----- | ----- | ----- | ----- | ----- | ----- |
| 4253  | ↘2904 | ↘2879 | ↘2833 | ↘2794 | ↘2775 | ↘2769 |
| 2017  | 2018  | 2019  | 2020  | 2021  | 2023  | 2024  |
| ↘2745 | ↗2746 | ↘2719 | ↘2679 | ↘2545 | ↘2522 | ↘2512 |

## Состав сельского поселения
| № | Населённый пункт | Тип населённого пункта                                  | Население |
| - | ---------------- | ------------------------------------------------------- | --------- |
| 1 | Таловка          | посёлок железнодорожной станции, административный центр | ↘1956     |
| 2 | Троицкое         | село                                                    | ↗497      |
| 3 | Югово            | село                                                    | ↘428      |